# 华为P50 Pocket
华为P50 Pocket（未发布时称为Mate V），是华为于2021年12月推出的一款折叠屏手机，折叠形态为竖向内折叠，且摄像头类似于华为P50系列且在第二个圆圈处改成外屏，还搭载骁龙888处理器，拥有8GB+256GB（艺术定制版则是12GB+512GB）存储规格，且只支持4G网络。但是，因为其售价等因素受到了争议。